# 打鐵店

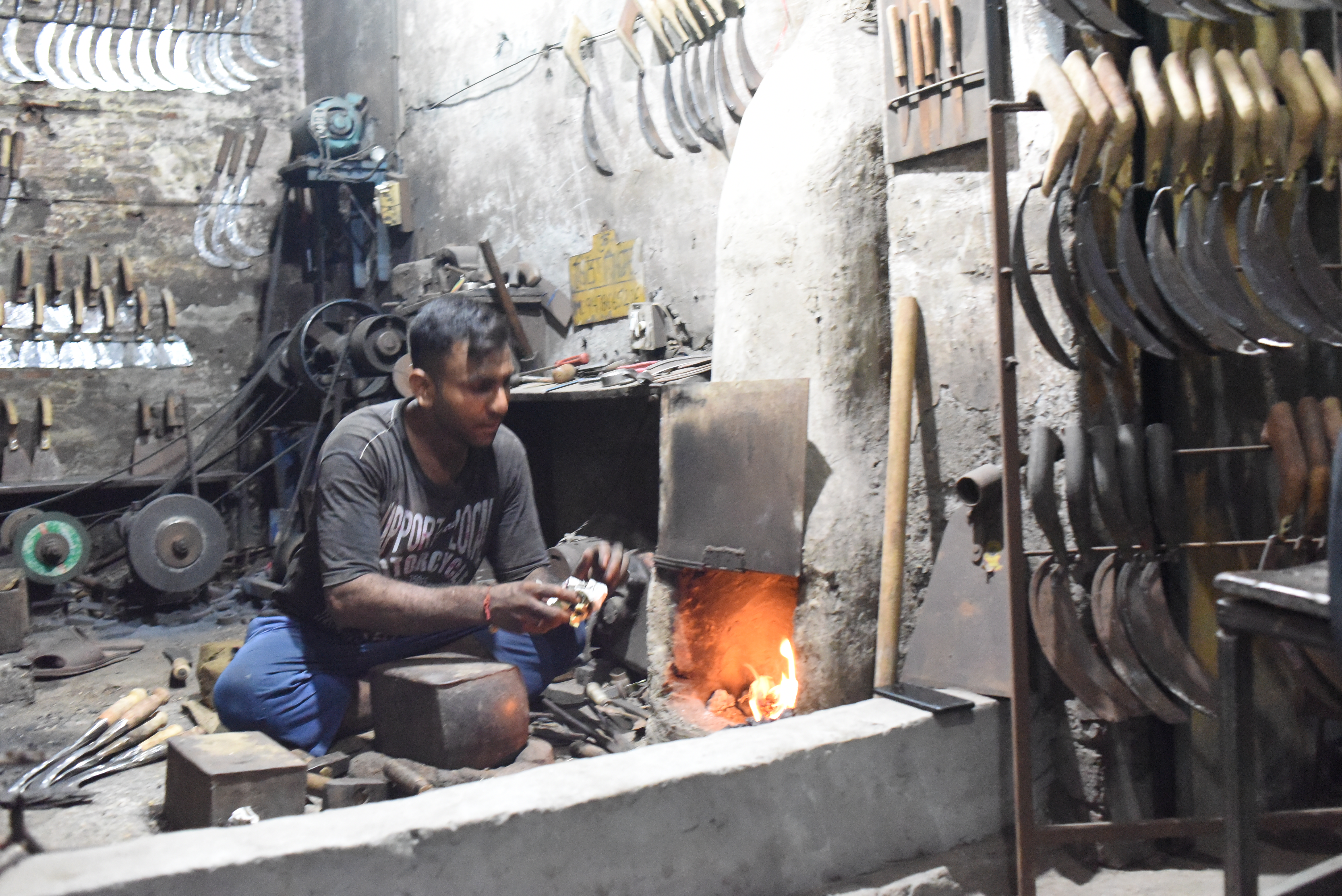
印度的打鐵店

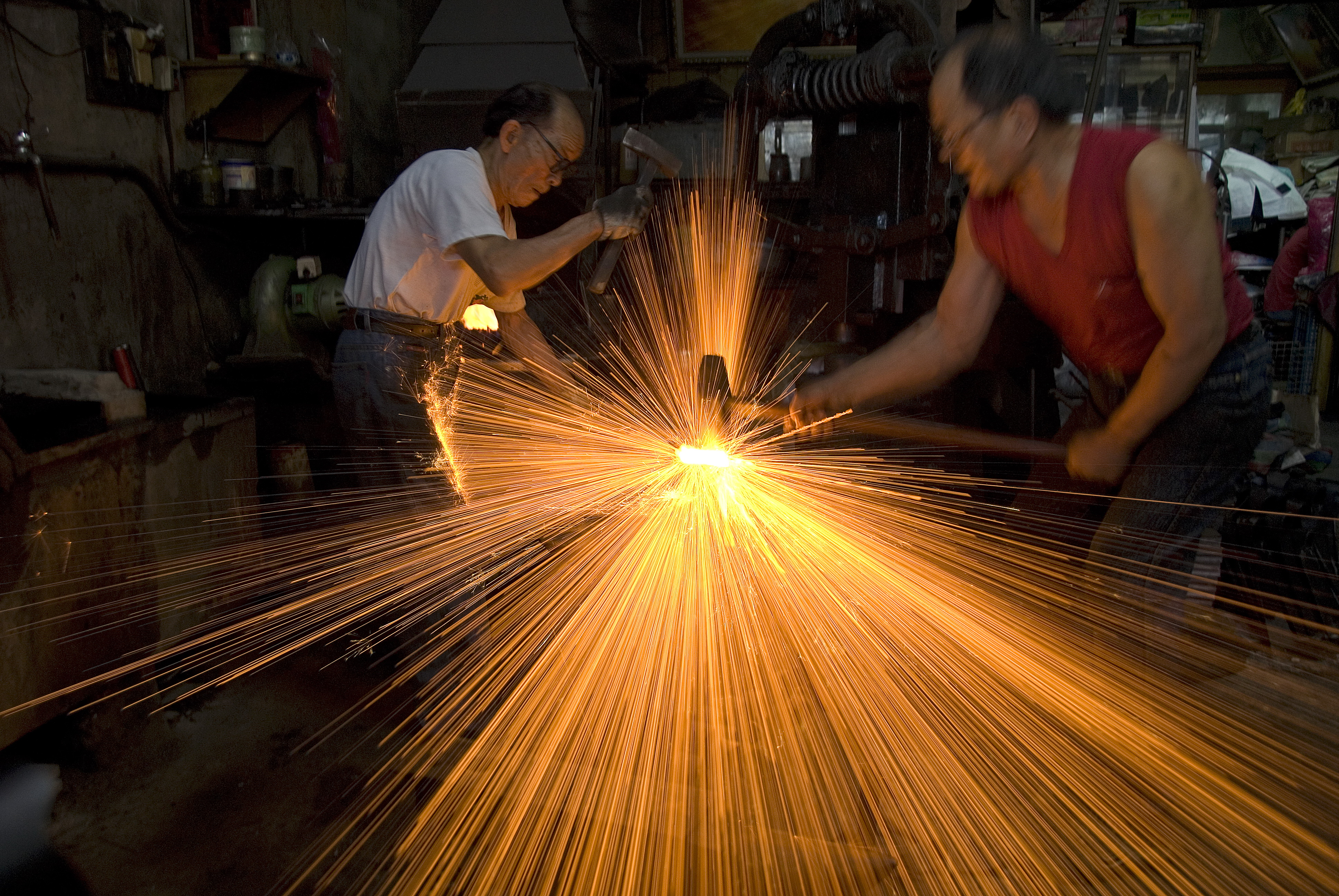
台灣的打鐵店

打鐵店，或稱打鐵仔店、鐵匠鋪，是鐵匠（打鐵師傅）的工作坊兼店舖。該種店舖的主要設備有火爐、風箱、鐵砧、鐵鎚、砂輪機等。該種店舖的昔日常見產品有鋤頭、鐵耙、刈耙、鐵搭、磟碡、犁耙、小刈耙、二齒耙、斧頭、山耙、鋸子、鐮刀等。

## 傳統守護神
- 爐公先師：該行業從業者經常在火爐上方或其一側設置香案供奉該神祇，並在每年農曆四月十三其神誕日依慣例準備牲醴進行祭拜。[8]

## 外部連結
- 千錘百鍊打鐵匠，傳統產業的錘起錘落| 老派生活 （页面存档备份，存于）
- 台灣各地手工打鐵店 （页面存档备份，存于）
- 维基共享资源上的相關多媒體資源：打鐵店